# سلف العشيرة

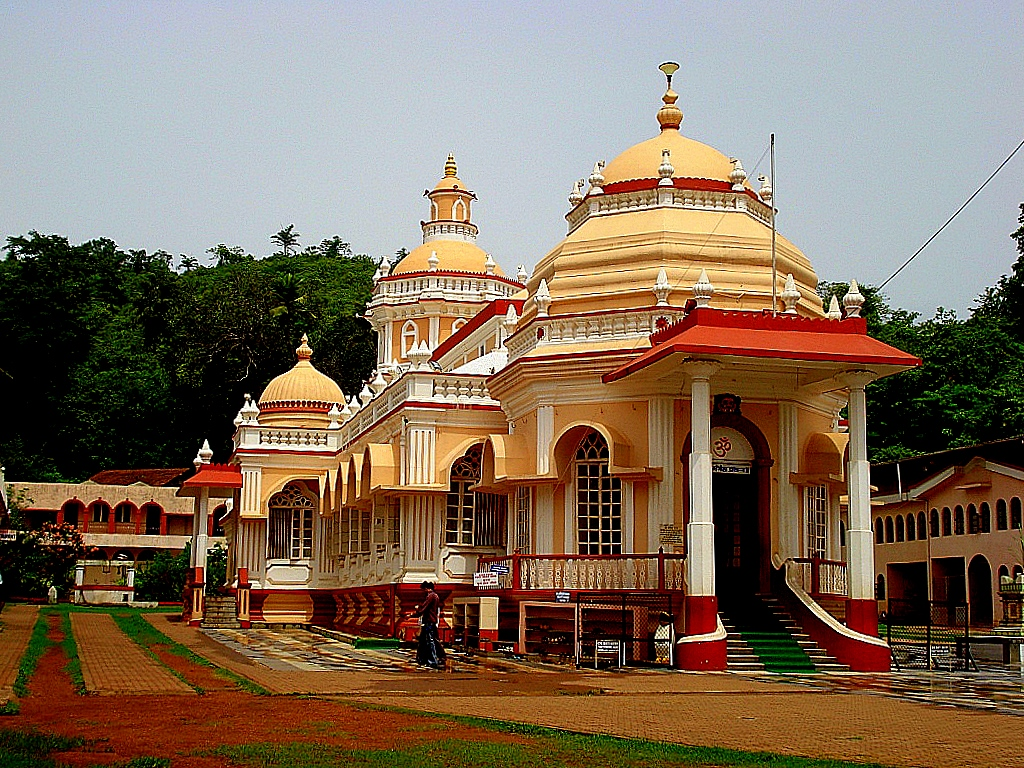
سري مانجيش، المعروف شعبياً باسم مانجريش أو مانجوش، هو الإله الرئيسي لأحد المعابد الأكثر شهرة في جوا. سري مانجيش هو إله أسلاف الملايين من الهندوس غاوت ساراسوات براهمين حول العالم.

سلف العشيرة، المعروف أيضًا باسم جولا ديفا أو إلهة جولا، هو إله عبادة الأسلاف في الهندوسية واليانية. غالبًا ما يكون مثل هذا الإله موضوعًا لإخلاص الفرد (بهاكتي)، ويتم إقناعه بمراقبة عشيرته (كولا)، وغوترا، والأسرة، والأطفال من سوء الحظ. وهذا يختلف عن إشتا ديفاتا (الوصي الشخصي) وغراماديفاتا (آلهة القرية).